# Chips (Manchester)
Chips è un edificio utilizzato come condominio residenziale, situato accanto al canale Ashton nella zona di New Islington a Manchester, in Inghilterra. L'edificio fa parte di un progetto di riqualificazione urbana nella zona est di Manchester.
Il complesso è composto da otto piani ed è stato progettato da Will Alsop.